# نعمان عكار
نعمان عكار (بالتركية: Numan Acar)‏ هو ممثل ومنتج أفلام تركي ألماني ولد في سنة 1974 في بلدة كيلكيت في محافظة كوموش خانة في تركيا، عاش حياته في مدينة أرزينجان حتى سنة الثامنة ليهاجر بعدها مع عائلته إلى ألمانيا حيث درس هناك الهندسة المدنية، بدأ التمثيل في سنة 2003، ويعيش حالياً في برلين ويتقن عكار التكلم باللغات الألمانية والتركية و الإسبانية والإنجليزية بالإضافة لمعرفته في الكردية والأذرية والعربية.

## روابط خارجية
- نعمان عكار على موقع IMDb (الإنجليزية)
- نعمان عكار على موقع روتن توميتوز (الإنجليزية)
- نعمان عكار على موقع قاعدة بيانات الأفلام العربية
- نعمان عكار على موقع ألو سيني (الفرنسية)
- نعمان عكار على موقع أول موفي (الإنجليزية)
- نعمان عكار على موقع قاعدة بيانات الأفلام السويدية (السويدية)
- نعمان عكار على موقع قاعدة بيانات الفيلم (الإنجليزية)
- نعمان عكار على موقع كينوبويسك (الروسية)